# Jean-Jacques Eydelie
Jean-Jacques Eydelie (Angulema, Francia, 3 de febrero de 1966) es un exjugador y exentrenador de fútbol francés. En su etapa como jugador profesional se desempeñaba como centrocampista.
Su etapa en el Olympique de Marsella era un éxito, el club terminó primero en la liga y ganó la Liga de Campeones, pero poco después de la final de la Champions, se reveló que Eydelie, en nombre del Olympique de Marsella, había contactado a tres jugadores del Valenciennes (Jorge Burruchaga, Christophe Robert y Jacques Glassmann) para sobornarlos. Marsella necesitaba vencer al Valenciennes para asegurarse el campeonato, y Eydelie había inducido a los jugadores rivales a dejarse ganar con el fin de que los jugadores del Marsella no se esfuercen excesivamente antes de la final de la Champions. Glassmann reportó el soborno, y a consecuencia de ello, el Marsella fue castigado con el descenso de categoría, la pérdida del título de liga y la prohibición de jugar en competencias europeas por un año, razón por la cual no pudo defender su título de campeón europeo. Eydelie fue suspendido por un año por la FIFA, siendo condenado a un año de condena condicional, y pasó 17 días en prisión. Bernard Tapie y Jean-Pierre Bernes, presidente y gerente general del Marsella, respectivamente, también fueron condenados a prisión, y los jugadores del Valenciennes, Burruchaga y Robert, también fueron suspendidos por la FIFA por su participación. En su regreso al fútbol, Eydelie tuvo una carrera nómada: se entrenó durante unos meses en el Benfica, pasó por el Bastia, jugó en Inglaterra, Suiza y volvió a Francia antes de retirarse en 2003. Como entrenador, dirigió al Limoges FC, Angoulême CFC, JS Bonifacio, al club marfileño Africa Sports National y al burundés Le Messager FC, donde ganó la liga nacional por primera vez en la historia del club. 
En 2006, Eydelie publicó su autobiografía, hablando de la corrupción y dopaje durante su estancia en Marsella. El expresidente del club, Bernard Tapie, lo demandó sin éxito por difamación, y su excompañero de equipo, Didier Deschamps, también amenazó con iniciar acciones legales.

## Clubes

### Como jugador
| Club                       | País       | Año       |
| -------------------------- | ---------- | --------- |
| FC Nantes                  | Francia    | 1984-1992 |
| → Stade Lavallois (cedido) | Francia    | 1986-1987 |
| → Tours FC (cedido)        | Francia    | 1987-1988 |
| Olympique de Marsella      | Francia    | 1992-1993 |
| SL Benfica                 | Portugal   | 1994-1995 |
| SC Bastia                  | Francia    | 1995-1997 |
| FC Sion                    | Suiza      | 1997-1999 |
| → Walsall FC (cedido)      | Inglaterra | 1999      |
| FC Zürich                  | Suiza      | 1999-2000 |
| US Avranches               | Francia    | 2000-2001 |
| Stade Beaucairois          | Francia    | 2001-2003 |

### Como entrenador
| Club                   | País            | Año       |
| ---------------------- | --------------- | --------- |
| Limoges FC             | Francia         | 2006-2008 |
| Angoulême CFC          | Francia         | 2009-2010 |
| JS Bonifacio           | Francia         | 2012-2013 |
| Africa Sports National | Costa de Marfil | 2014      |
| Le Messager FC         | Burundi         | 2017-2018 |

## Palmarés

### Como jugador

#### Copas internacionales
| Título                       | Club                  | Sede              | Año  |
| ---------------------------- | --------------------- | ----------------- | ---- |
| Liga de Campeones de la UEFA | Olympique de Marsella | Múnich (Alemania) | 1993 |

### Como entrenador

#### Campeonatos nacionales
| Título           | Club           | País    | Año  |
| ---------------- | -------------- | ------- | ---- |
| Primera División | Le Messager FC | Burundi | 2018 |

#### Distinciones individuales
| Distinción                                         | Año  |
| -------------------------------------------------- | ---- |
| Mejor entrenador de la Primera División de Burundi | 2018 |